# Левіче
Левіче (італ. Levice, п'єм. Lèis) — муніципалітет в Італії, у регіоні П'ємонт, провінція Кунео.
Левіче розташоване на відстані близько 460 км на північний захід від Рима, 70 км на південний схід від Турина, 55 км на схід від Кунео.
Населення — 232 особи (2014).
Покровитель — Sant Antonio.

## Демографія
Населення за роками:

Станом на 1 січня 2023 року в муніципалітеті офіційно проживали 24 іноземці з 10 країн, серед них 6 громадян країн Євросоюзу та 4 громадяни України.

## Сусідні муніципалітети
- Берголо
- Кастеллетто-Уццоне
- Фейзольйо
- Горценьйо
- Пеццоло-Валле-Уццоне
- Прунетто
- Торре-Борміда